# Bondues
Bondues (Nederlands: Bonduwe) is een gemeente in het Franse Noorderdepartement (Frans: département du Nord) (regio Hauts-de-France) en telde op 1 januari 2022 9.666 inwoners. De plaats maakt deel uit van het arrondissement Rijsel.

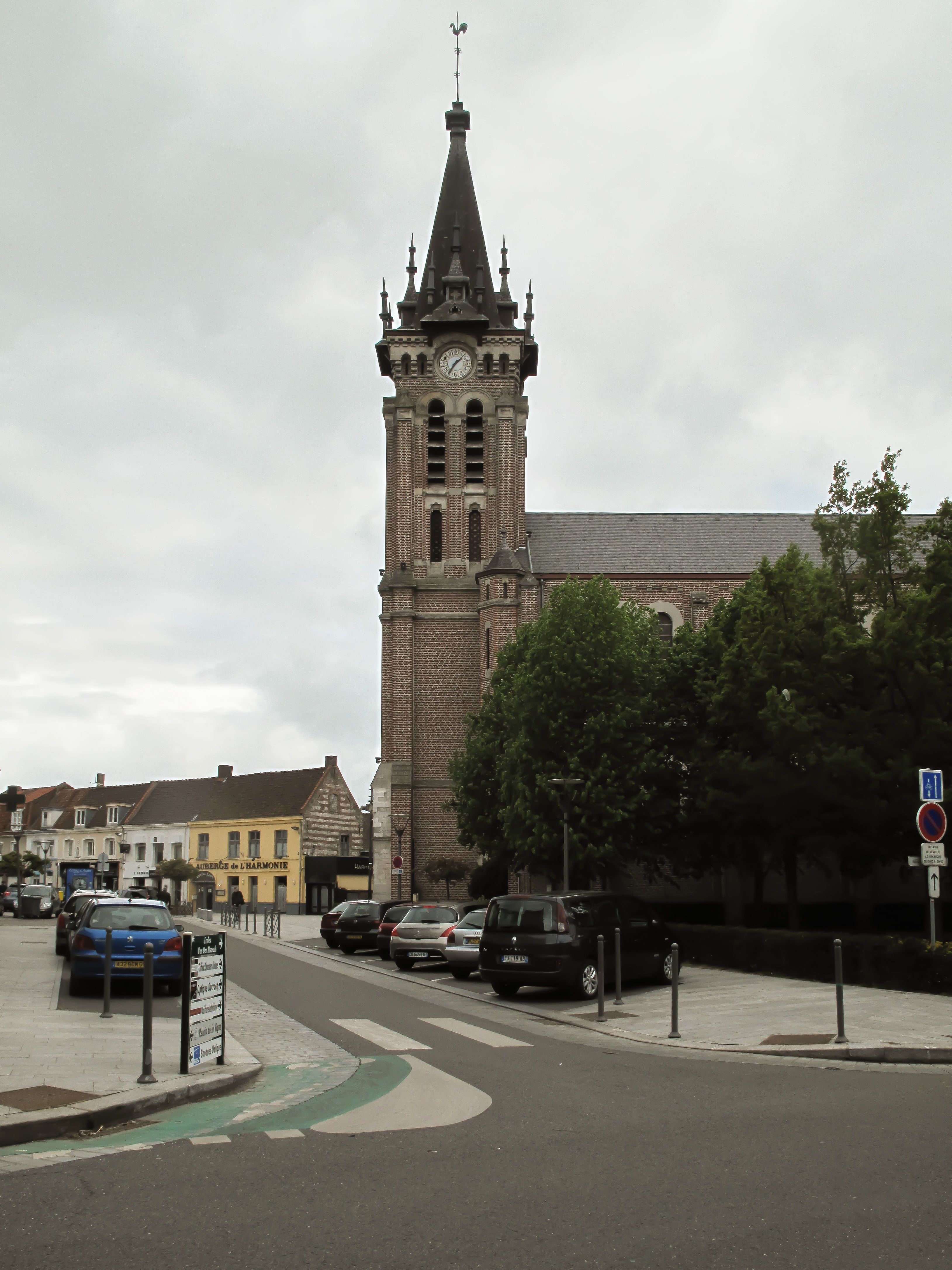
Bondues, église Saint Vaast

## Bezienswaardigheden
- de Église Saint-Vaast
- de begraafplaats van Bondues, waar ook 39 Franse en Britse gesneuvelden uit beide wereldoorlogen rusten
- het Fort van Bondues uit 1877-1880, waar nu een verzetsmuseum is ingericht

## Geografie
De oppervlakte van Bondues bedroeg op 1 januari 2022 13,05 vierkante kilometer; de bevolkingsdichtheid was toen 740,7 inwoners per km².

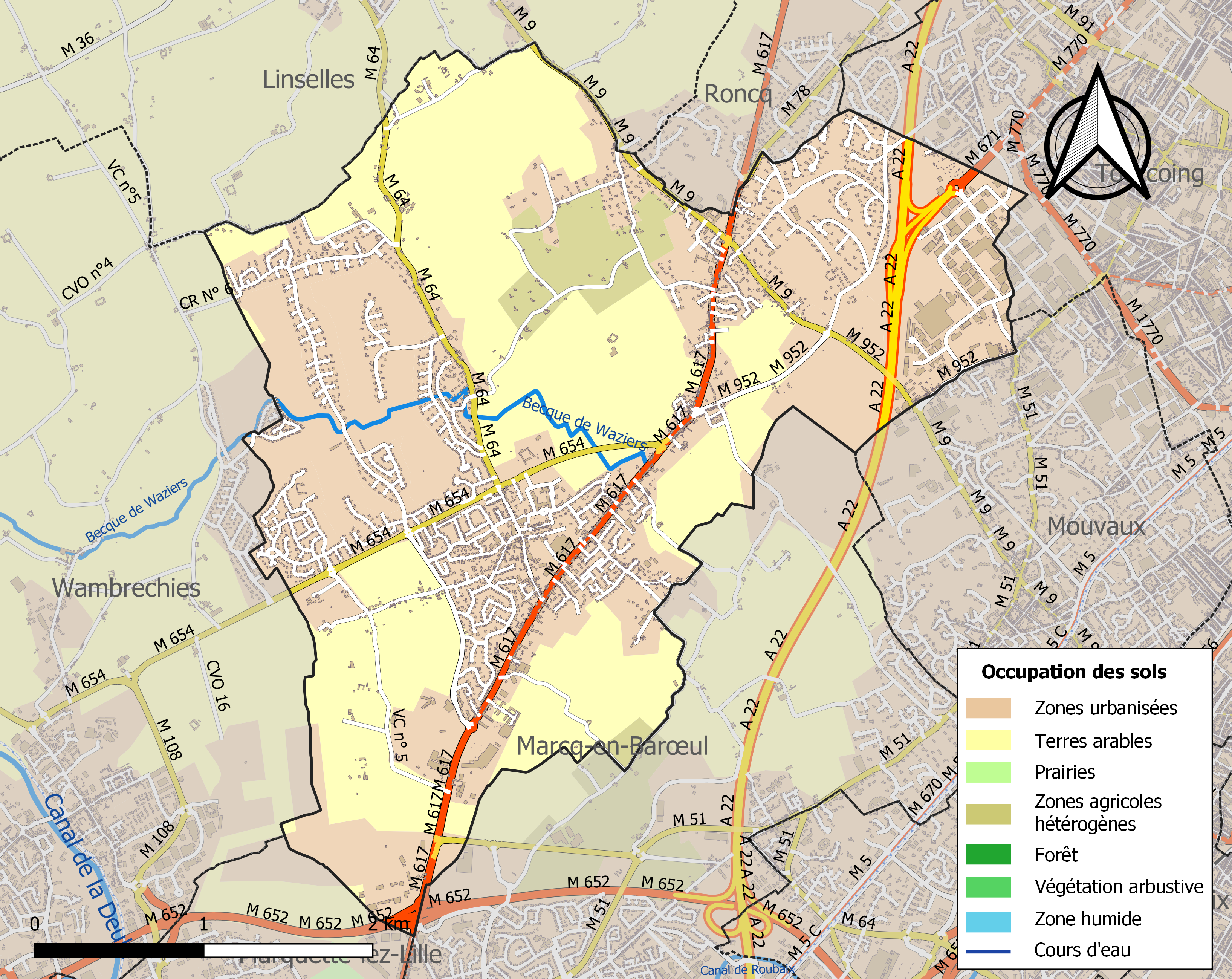
Kaart van de gemeente met de belangrijkste infrastructuur, bodemgebruik en omliggende gemeenten

## Demografie
Onderstaande figuur toont het verloop van het inwonertal (bron: INSEE-tellingen).

## Sport
- In de gemeente bevindt zich een golfbaan, Golf de Bondues.